# Consorzio Unicode
Il Consorzio Unicode, in inglese: Unicode Consortium (Unicode Inc.), è un'associazione non lucrativa di utilità sociale californiana avente lo scopo principale di aggiornare e pubblicare lo  standard Unicode, un sistema di codifica che assegna un numero univoco a ogni carattere usato per la scrittura di testi, sviluppato con l'intento di sostituire gli schemi di codifica del testo già esistenti, ritenuti limitati nelle dimensioni e negli scopi e incompatibili con ambienti multilinguistici.
Il Consorzio descrive il proprio scopo principale con queste parole: "Lo scopo specifico di questa società è quello di consentire alle persone di tutto il mondo di utilizzare i computer in qualsiasi lingua, fornendo specifiche e dati fruibili liberamente per costituire la base per l'internazionalizzazione del software in tutti i principali sistemi operativi, motori di ricerca, applicazioni e nel World Wide Web. Una parte essenziale di questo obbiettivo è quella di standardizzare, mantenere, educare e coinvolgere le comunità accademiche e scientifiche e il pubblico in generale, in modo da rendere disponibile al pubblico, promuovere e diffondere un sistema di codifica di caratteri standard che prevede un'allocazione per oltre un milione di caratteri ".
Il successo dello standard Unicode nell'unificare i diversi sistemi di caratteri ha portato oggi alla sua ampia adozione nei processi di internazionalizzazione e localizzazione del software e all'implementazione dello stesso in molte delle più recenti tecnologie, inclusi il metalinguaggio XML, i linguaggi di programmazione Java e Swift e i moderni sistemi operativi.
I membri votanti dell’associazione includono aziende informatiche aventi interessi di vari genere nelle norme tecniche di interpretazione del testo, tra queste si possono citare: Adobe, Apple, Emojipedia, Facebook, Google, Huawei, IBM, Microsoft, Monotype Imaging, Oracle Corporation, Yahoo! e SAP SE.
Le decisioni tecniche relative allo standard Unicode sono prese invece dallo Unicode Technical Committee (UTC).

## Fondazione
Il progetto di sviluppo di un sistema universale di codifica dei caratteri fu intrapreso nel 1987 da Joe Becker, Lee Collins e Mark Davis. La nascita del Consorzio Unicode, invece, risale al 3 gennaio 1991, quando l'associazione fu creata con lo scopo di sviluppare, estendere e promuovere lo standard Unicode, e, sin da allora, Mark Davis ha ricoperto il ruolo di presidente del consorzio.

## Attività

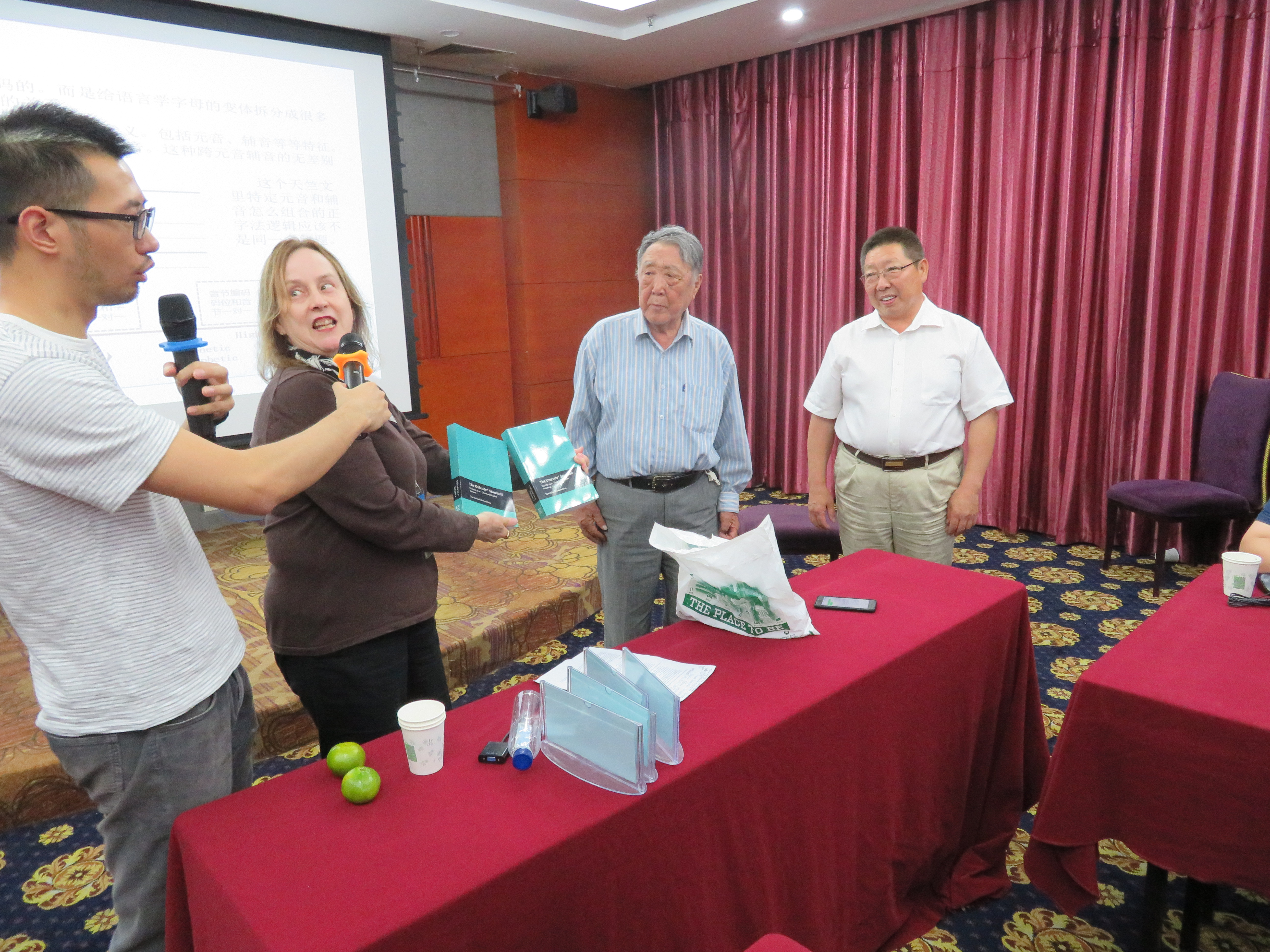
Lisa Moore, vice presidente del Consorzio Unicode, con i professori Choijinzhab e Nashunwuritu, durante la presentazione dello standard Unicode al meeting ISO/IEC JTC 1/SC 2 di Hohhot, in Mongolia, nel settembre 2017.

Il Consorzio Unicode coopera con molte altre organizzazioni per lo sviluppo di norme tecniche come tra cui la ISO/IEC JTC 1/SC 2 e il consorzio W3C. Oltre allo standard Unicode, attualmente arrivato alla versione 12.0, e ai suoi allegati, il Consorzio Unicode si occupa anche della gestione del CLDR, collabora con l'Internet Engineering Task Force nella gestione dei nomi di dominio internazionalizzati e pubblica rapporti e applicazioni relativi ai vari standard.
Una delle attività più recenti del Consorzio Unicode è quella di selezionare, per l'inserimento nel sistema di codifica Unicode, emoji utilizzati sugli smartphone in tutto il mondo; la selezione avviene in base a segnalazioni da parte di individui singoli o di organizzazioni corredate di prove che attestino l'importanza di tale simbolo pittografico.